# Сен-Манде (озеро)
Сен-Манде́ (фр. Lac de Saint-Mandé) — озеро на северо-западной границе Венсенского леса.
Возникло в XIII веке в результате образования затора в ложбине и накоплении в образовавшейся котловине поверхностных вод. Со временем зловоние, исходящее от озера, стало столь сильным, что в XVIII веке было принято решение о засыпке его грунтом. Но уже в середине XIX века, во время преобразования Венсенского леса в парк, озеро было восстановлено под руководством инженера Жана-Шарля Альфана.
Чтобы не допустить повторного скапливания стоячих вод, было решено включить озеро в гидросистему Венсенского леса, путём соединения его с озером Гравель. На озере имеется один остров. На данный момент катание на лодках по озеру запрещено, поэтому остров стал местом обитания многочисленных водоплавающих птиц.